# Ponson-Debat-Pouts
Ponson-Debat-Pouts – miejscowość i gmina we Francji, w regionie Nowa Akwitania, w departamencie Pireneje Atlantyckie.
Według danych na rok 1990 gminę zamieszkiwało 81 osób, a gęstość zaludnienia wynosiła 14 osób/km² (wśród 2290 gmin Akwitanii Ponson-Debat-Pouts plasuje się na 1094. miejscu pod względem liczby ludności, natomiast pod względem powierzchni na miejscu 1374.).